# استودان حوض برد عاشقان
استودان حوض بردعاشقان مربوط به دوره ساسانیان است و در شهرستان سرپل ذهاب، بخش مرکزی، دهستان حومه سرپل، ۵۰۰ متری جنوب بنای شمشیره داره رش واقع شده و این اثر در تاریخ ۱۸ اسفند ۱۳۸۷ با شمارهٔ ثبت ۲۴۷۹۸ به‌عنوان یکی از آثار ملی ایران به ثبت رسیده است.